# Рецешть
Рецешть, Рецешті (рум. Rățești) — село у повіті Димбовіца в Румунії. Входить до складу комуни Крингуріле.
Село розташоване на відстані 75 км на північний захід від Бухареста, 24 км на південний захід від Тирговіште, 123 км на північний схід від Крайови, 103 км на південь від Брашова.

## Населення
За даними перепису населення 2002 року у селі проживала 161 особа, з них 157 осіб (97,5%) румунів. Рідною мовою 160 осіб (99,4%) назвали румунську.